# Prosigna
Prosigna — это диагностический тест, предназначенный для оценки риска рецидива при гормонально-зависимом раке молочной железы. В основе теста лежит оценка экспрессионного профиля 50 мРНК в опухолевых клеток. Данный профиль описан в литературе под названием PAM50 и может быть оценен различными молекулярно-биологическими методами (ОТ-ПЦР, ДНК-микрочипы). Диагностический тест Prosigna позволяет проводить оценку экспрессии мРНК методом молекулярных флуоресцентных штрихкодов, и является стандартизированным и автоматизированным методом исследования. Разработка системы Prosigna на основе молекулярного профиля PAM50 принадлежит компании NanoString Technologies. NanoString Technologies производит реактивы, оборудование и программное обеспечение для проведения исследования с помощью данного теста.

## История разработки
Название PAM50 дано молекулярному профилю в соответствии с биоинформатическим методом обработки Prediction Analysis for Microarrays (прогностический анализ для микрочипов, PAM), который используется для обработки данных и количеством генов, экспрессия которых оценивается в ходе анализа (50 мишеней). Первые версии диагностических тестов были представлены микрочипами и количественной ОТ-ПЦР в реальном времени.
Система Prosigna берёт за основу молекулярный профиль PAM50 и рассчитывает степени риска для пациента с учётом стадии опухоли. Весь процесс работы осуществляется в закрытой системе. Результатом исследования является отнесение опухоли к тому или иному подтипу и числовой индекс риска рецидива. Для оценки экспрессионного профиля используется методика молекулярных флуоресцентных штрихкодов. Всё необходимое для исследования поставляет компания NanoString Technologies, обладающая патентом на данную разработку. Система одобрена для использования в диагностических целях в Управлением по санитарному надзору за качеством пищевых продуктов и медикаментов в США и сертифицирована на территории Европейского Союза.

## Показания
Диагностическая система Prosigna предназначена для оценки риска рецидива гормонально-зависимого рака молочной железы в следующих случаях:
- Для оценки риска отдалённого рецидива в течение 10 лет у женщин в пост-менопаузе, при раке без вовлечения лимфатических узлов (стадия I—II), с целью принятия решения о назначении гормональной адъювантной терапии.
- Для оценки риска отдалённого рецидива в течение 10 лет у женщин в пост-менопаузе, при вовлечении 1-3 лимфатических узлов или более 4 лимфатических узлов (стадия II — IIIA) с целью принятия решения о назначении гормональной терапии (лечения такими препаратами как Тамоксифен).

## Процесс работы
Для стандартизации результата необходимо следовать инструкции, это касается, прежде всего, выбора материала для проведения анализа. Для исследования используются только фрагменты ткани, зафиксированные в формалине и заключённые в парафин. Рекомендуется выбирать под микроскопом участки препарата, содержащие только опухолевые клетки и проводить микродиссекцию данного участка и использование его для работы, во избежание получение ложноположительного результата, связанного с попаданием в образец нормальной ткани.
Из полученного фрагмента опухоли проводится выделение РНК. Далее препарат РНК поступает на анализ с применением молекулярных флуорисцентных штрихкодов, включающий гибридизацию с зондами и автоматизированную пробоподготовку (удаление несвязавшихся зондов, загрузка материала в микрофлюидные каналы картриджа, связывание молекулярных комплексов в картридже и подготовка к считыванию путём ориентировки молекулярных комплексов в магнитном поле). После автоматизированной пробоподготовки препарат переносится в сканер, осуществляющий считывание молекулярного профиля, идентификацию и подсчёт мишеней, подготовку отчёт об исследовании.
Общее время от момента выделения РНК до получения результата не превышает двух рабочих дней.

## Диагностическая значимость
Низкие показатели риска позволяют отказаться от назначения химиотерапии, то есть повысить качество жизни пациентки. Особенно значимо проведение данного теста при вовлечении 1-3 лимфатических узлов, поскольку раньше во всех подобных случаях принято было назначить химиотерапию, однако исследования значения профиля PAM50 показали, что в ряде случаев этого можно избежать.
Процедура автоматизированного анализа результатов включает не только собранные в ходе исследования данные об экспрессионном профиле, но и сведения о размере, опухоли и вовлечении лимфатических узлов. Результатом анализа является отнесение пациента к группе «низкого», «промежуточного» или «высокого» риска., а также отнесение опухоли к одному из подтипов: люминальный рак A, люминальный рак B, HER2-положительный рак или базальный рак.
Успешность лечения Тамоксифеном значительно выше при опухолях люминальных подтипов. Лечение пациенток с другими подтипами опухолей не приведёт к улучшению, напротив, возможно развитие токсических эффектов. С другой стороны, опухоли подтипа Her2+ хорошо отвечают на терапию антрациклинами. Такого эффекта не наблюдается у пациенток с базальным подтипом опухоли.